# Kutíkovití
Kutíkovití (Crabronidae) je čeleď žahadlových blanokřídlých, kteří se řadí mezi včely do skupiny kutilek. Čeleď obsahuje okolo 8 900 druhů v téměř 250 rodech.

## Charakteristika čeledi

### Popis
Vzhledově jde o velmi různorodou čeleď, jenž zahrnuje malé i velké druhy. Zadeček je buď přisedlý nebo se stopkou, která má hranatý průřez. Uzdičkový záhyb křídel bývá zakrnělý. Délka se pohybuje od 2 mm do 25 mm. Barva je většinou černá, mnohdy s kombinací žluté a rezavé.

### Život
Velká čeleď s kosmopolitním rozšířením. Většinou jde o teplomilné druhy, které upřednostňují prosluněná stanoviště, ale nejde o pravidlo. Existuje i množství druhů, které žijí v lese. Dospělci se živí nektarem, medovicí a jinými sladkými šťávami, larvy požírají masitou stravu. Potrava pro larvy může být velmi rozmanitá – existují druhy specializované, lovící jen jeden druh kořisti, i druhy univerzální. Za oběť může různým kutíkovitým padnout rozličný hmyz (křísci, mšice, mery, chvostoskoci, třásněnky, ploštice, mouchy, švábi atd.) a pavoukovci. Některé druhy se živí kleptoparaziticky a využívají pro své larvy zásoby jiných druhů. Většina druhů klade jedno nebo více vajíček do plodové komůrky a tu pak zásobuje ochromenými členovci. Vajíčko je nakladeno někdy přímo na oběť, někdy poblíže ní. U rodů Cerceris, Ectemnius a rodů podčeledi Pemphredoninae dochází k hromadnému hnízdění s různě velkým stupněm spolupráce. Kutíkovití bývají hostiteli různých parazitických blanokřídlích (zlatěnky, chalcidky, lumci).

## Taxonomické členění
Čeleď zahrnuje 8 podčeledí, 23 tribů, 249 rodů a téměř 8900 druhů. Zde je přehled podčeledí:
- Astatinae (trubčíci) Lepeletier de Saint Fargeau, 1845
- Bembicinae (vosilky) Latreille, 1802
- Crabroninae (kutíci) Latreille, 1802
- Dinetinae (kružilky) W. Fox, 1895
- Eremiaspheciinae Menke, 1967
- Mellininae (medolibi) Latreille, 1802
- Pemphredoninae (kutěnky) Dahlbom, 1835
- Philanthinae (květolibi) Latreille, 1802[1][2]